# عالم البيسبول الكلاسيكي
عالم البيسبول الكلاسيكي (بالإنجليزية: World Baseball Classic) ، هي بطولة رسمية لكرة القاعدة الدولية، أسست عام 2006م.

## وصلات خارجية
- World Baseball Classic نسخة محفوظة 25 يونيو 2009 at the Portugese Web Archive